# Dablér (film)
Dablér (originální francouzský název La Doublure) je francouzská komedie z roku 2006, kterou režíroval Francis Veber podle vlastního scénáře. Jde o další z filmů Francise Vebera, ve kterém vystupuje jeho oblíbená fiktivní postava Françoise Pignona, který je tentokrát bohatým průmyslníkem, který se dostane do problémů, když si zaplatí dvojníka, aby oklamal svojí ženu a zakryl svou aféru s milenkou.

## Děj
Bohatý a vlivný průmyslník Levasseur je paparazzem na ulici přistižen se svou milenkou Elenou a fotografie vychází v bulvárním tisku. Levasseur se snaží vše vysvětlit svojí ženě, která vlastní většinu akcí podniku, který vede a proto nemůže připustit případný rozvod. Protože se na fotografii v jejich blízkosti nachází ještě náhodný kolemjdoucí, průmyslníkův právník nabídne řešení – najmou tohoto člověka jako jeho dvojníka a zaplatí mu za to, že bude po jistou dobu žít společně s Elenou, protože počítají s tím, že paní Levasseurová si bude celou situaci kolem svého muže stejně tak prověřovat. Levasseur své ženě podává vysvětlení, že na fotografii je právě on nic netušícím kolemjdoucím, ona má však pochybnosti a po krátkém čase skutečně přichází na to, že jde o podvod. Po dobu trvání celé akce se všichni zúčastnění dostávají do různých vtipných situací. Na konci filmu Levasseurova žena vymyslí způsob pro záchranu svého manželství. Podaří se ji pořídit audionahrávku svého muže, když ji ujišťuje o své lásce a nahrávku doručí Eleně. Průmyslník tak svou milenku definitivně ztrácí.

## Obsazení
| Gad Elmaleh          | François Pignon       |
| Alice Taglioniová    | Elena                 |
| Daniel Auteuil       | průmyslník Levasseur  |
| Richard Berry        | právník Foix          |
| Kristin Scott Thomas | Kristýna Levasseurová |
| Virginie Ledoyen     | Émilie                |
| Dany Boon            | Richard               |
| Michel Jonasz        | André, Pignonův otec  |
| Michel Aumont        | lékař                 |
| Patrick Mille        | Pascal                |